# Santa Margarida i el Salatar
Santa Margarida i el Salatar – miejscowość w Hiszpanii, w Katalonii, w prowincji Girona, w comarce Alt Empordà, w gminie Roses.
Według danych INE z 2005 roku miejscowość zamieszkiwało 1375 osób.